# Ruyuan
Ruyuan léase Ru-Yuán (en chino simplificado, 乳源瑶族自治县; pinyin, Rǔyuán yáozú zìzhìxiàn)  es un condado autónomo bajo la administración directa de la ciudad-prefectura de Shaoguan. Se ubica al este de la provincia de Cantón, en el sur de la República Popular China. Su área es de 2299 km² y su población total para 2018 fue más de 150 mil habitantes.

## Administración
El condado autónomo urbano de Ruyuan se divide en 9 pueblos que se administran en poblados.